# Синтетический учёт
Синтетический учёт (англ. Synthetic accounting) — учёт обобщённых данных бухгалтерского учёта о видах имущества, обязательств и хозяйственных операций по определённым экономическим признакам, который ведётся на синтетических счетах бухгалтерского учёта.
Синтетический учёт — обобщённое отражение в денежном измерении экономически однородных хозяйственных средств, их источников и хозяйственных процессов. Ведётся на основе синтетических счетов бухгалтерского учёта. Данные аналитического учёта должны соответствовать оборотам и остаткам по счетам синтетического учёта.
Такие показатели содержатся в счетах синтетического учёта и необходимы для общего представления о наличии и движении средств и их источников (основных средств, сырья, материалов, топлива, затрат на производство, денежных средств в кассе предприятия и на счетах в банке, уставного фонда и т. п.). Данные синтетического учёта находят своё развитие (детализацию) в аналитическом учёте. Регистрами синтетического учёта являются: главная книга, книга «Журнал-Главная», журналы-ордера.